# Normanton (West Yorkshire)
Normanton – miasto i civil parish w północnej Anglii (Wielka Brytania), w hrabstwie West Yorkshire, w dystrykcie metropolitalnym Wakefield. W 2011 roku civil parish liczyła 20 872 mieszkańców. Normanton zostało wspomniane w Domesday Book (1086) jako Normatone/Normatune/Normetune.